# Mistrovství Evropy v basketbalu mužů 2001
32. mistrovství Evropy  v basketbalu proběhlo ve dnech 31. srpna – 9. září v Turecku.
Turnaje se zúčastnilo 16 družstev, rozdělených do čtyř čtyřčlenných skupin. Nejlepší mužstva s každé skupiny postoupily přímo do čtvrtfinále. Týmy na druhém a třetím místě se utkali vyřazovacím systémem o účast ve čtvrtfinále. Dále následoval klasický play off systém. Titul mistra Evropy získal tým Jugoslávie.

## Výsledky a tabulky

### Základní skupiny

#### Skupina A
|    |          | FRA   | LIT   | ISR    | UKR   | V | P | Skóre   | B |
| 1. | Francie  | ***   | 77:65 | 77:71p | 86:89 | 2 | 1 | 240:225 | 5 |
| 2. | Litva    | 65:77 | ***   | 68:59  | 82:60 | 2 | 1 | 215:196 | 5 |
| 3. | Izrael   | 71:77 | 59:68 | ***    | 88:65 | 1 | 2 | 218:210 | 4 |
| 4. | Ukrajina | 89:86 | 60:86 | 65:88  | ***   | 1 | 2 | 214:256 | 4 |

#### Skupina B
|    |           | TUR   | ESP    | LAT    | SLO    | V | P | Skóre   | B |
| 1. | Turecko   | ***   | 84:79  | 85:82  | 57:71  | 2 | 1 | 226:232 | 5 |
| 2. | Španělsko | 79:84 | ***    | 106:71 | 85:61  | 2 | 1 | 270:216 | 5 |
| 3. | Lotyšsko  | 82:85 | 71:106 | ***    | 99:93p | 1 | 2 | 252:284 | 4 |
| 4. | Slovinsko | 71:57 | 61:85  | 93:99  | ***    | 1 | 2 | 225:241 | 4 |

#### Skupina C
|    |            | YUG    | GER   | CRO   | EST    | V | P | Skóre   | B |
| 1. | Jugoslávie | ***    | 86:73 | 80:66 | 113:58 | 3 | 0 | 279:197 | 6 |
| 2. | Německo    | 73:86  | ***   | 98:88 | 92:71  | 2 | 1 | 263:245 | 5 |
| 3. | Chorvatsko | 66:80  | 88:98 | ***   | 81:69  | 1 | 2 | 235:247 | 4 |
| 4. | Estonsko   | 58:113 | 71:92 | 69:81 | ***    | 0 | 3 | 198:286 | 3 |

#### Skupina D
|    |              | RUS    | ITA   | GRE    | BIH    | V | P | Skóre   | B |
| 1. | Rusko        | ***    | 58:64 | 106:81 | 83:63  | 2 | 1 | 247:208 | 5 |
| 2. | Itálie       | 64:58  | ***   | 82:83  | 96:66  | 2 | 1 | 242:207 | 5 |
| 3. | Řecko        | 81:106 | 83:82 | ***    | 101:77 | 2 | 1 | 265:265 | 5 |
| 4. | Bosna a Her. | 63:83  | 66:96 | 77:101 | ***    | 0 | 3 | 206:280 | 3 |

### O postup do čtvrtfinále
| 3. září 2001 19:00 | Zpráva | Litva                                           | 76 – 94 | Lotyšsko                 |  | ASKI Sport Hall, Ankara Počet diváků: 1 500 Rozhodčí: Efim Resser (GER), Ilija Belošević (SRB) |
| 3. září 2001 19:00 | Zpráva | Skóre po čtvrtinách: 20:20, 15:25, 17:21, 24:28 |         |                          |  | ASKI Sport Hall, Ankara Počet diváků: 1 500 Rozhodčí: Efim Resser (GER), Ilija Belošević (SRB) |
| 3. září 2001 19:00 | Zpráva | Timinskas 15                                    | Body    | Bagatskis 25             |  | ASKI Sport Hall, Ankara Počet diváků: 1 500 Rozhodčí: Efim Resser (GER), Ilija Belošević (SRB) |
| 3. září 2001 19:00 | Zpráva | Timinskas 8                                     | Dosk.   | Kambala 11               |  | ASKI Sport Hall, Ankara Počet diváků: 1 500 Rozhodčí: Efim Resser (GER), Ilija Belošević (SRB) |
| 3. září 2001 19:00 | Zpráva | Jasikevičius 6                                  | Asist.  | Miglinieks, Štelmahers 5 |  | ASKI Sport Hall, Ankara Počet diváků: 1 500 Rozhodčí: Efim Resser (GER), Ilija Belošević (SRB) |

| 3. září 2001 21:15 | Zpráva | Španělsko                                       | 71 – 67 | Izrael      |  | ASKI Sport Hall, Ankara Počet diváků: 1 500 Rozhodčí: Nikolaos Pitsilkas (GRE), Philippe Leemann (SUI) |
| 3. září 2001 21:15 | Zpráva | Skóre po čtvrtinách: 10:11, 27:19, 16:24, 18:13 |         |             |  | ASKI Sport Hall, Ankara Počet diváků: 1 500 Rozhodčí: Nikolaos Pitsilkas (GRE), Philippe Leemann (SUI) |
| 3. září 2001 21:15 | Zpráva | Reyes 16                                        | Body    | Turgeman 15 |  | ASKI Sport Hall, Ankara Počet diváků: 1 500 Rozhodčí: Nikolaos Pitsilkas (GRE), Philippe Leemann (SUI) |
| 3. září 2001 21:15 | Zpráva | Reyes 11                                        | Dosk.   | Green 7     |  | ASKI Sport Hall, Ankara Počet diváků: 1 500 Rozhodčí: Nikolaos Pitsilkas (GRE), Philippe Leemann (SUI) |
| 3. září 2001 21:15 | Zpráva | Navarro 5                                       | Asist.  | Turgeman 2  |  | ASKI Sport Hall, Ankara Počet diváků: 1 500 Rozhodčí: Nikolaos Pitsilkas (GRE), Philippe Leemann (SUI) |

| 3. září 2001 19:00 | Zpráva | Itálie                                          | 57 – 65 | Chorvatsko     |  | Antalya Expo Center, Antalya Počet diváků: Romualdas Brazauskas (LIT), Pascal Dorizon (FRA) Rozhodčí: 1 550 |
| 3. září 2001 19:00 | Zpráva | Skóre po čtvrtinách: 15:14, 11:16, 18:18, 13:17 |         |                |  | Antalya Expo Center, Antalya Počet diváků: Romualdas Brazauskas (LIT), Pascal Dorizon (FRA) Rozhodčí: 1 550 |
| 3. září 2001 19:00 | Zpráva | Pecile 15                                       | Body    | Mršić 14       |  | Antalya Expo Center, Antalya Počet diváků: Romualdas Brazauskas (LIT), Pascal Dorizon (FRA) Rozhodčí: 1 550 |
| 3. září 2001 19:00 | Zpráva | Chiacig 9                                       | Dosk.   | Tabak 12       |  | Antalya Expo Center, Antalya Počet diváků: Romualdas Brazauskas (LIT), Pascal Dorizon (FRA) Rozhodčí: 1 550 |
| 3. září 2001 19:00 | Zpráva | Righetti 3                                      | Asist.  | Mulaomerović 3 |  | Antalya Expo Center, Antalya Počet diváků: Romualdas Brazauskas (LIT), Pascal Dorizon (FRA) Rozhodčí: 1 550 |

| 3. září 2001 21:15 | Zpráva | Německo                                         | 80 – 75 | Řecko        |  | Antalya Expo Center, Antalya Počet diváků: 2 300 Rozhodčí: Iztok Rems (SLO), Eduardo Sancha (ESP) |
| 3. září 2001 21:15 | Zpráva | Skóre po čtvrtinách: 10:29, 21:18, 22:11, 27:17 |         |              |  | Antalya Expo Center, Antalya Počet diváků: 2 300 Rozhodčí: Iztok Rems (SLO), Eduardo Sancha (ESP) |
| 3. září 2001 21:15 | Zpráva | Nowitzki 25                                     | Body    | Sigalas 23   |  | Antalya Expo Center, Antalya Počet diváků: 2 300 Rozhodčí: Iztok Rems (SLO), Eduardo Sancha (ESP) |
| 3. září 2001 21:15 | Zpráva | Nowitzki 15                                     | Dosk.   | Dikoudis 7   |  | Antalya Expo Center, Antalya Počet diváků: 2 300 Rozhodčí: Iztok Rems (SLO), Eduardo Sancha (ESP) |
| 3. září 2001 21:15 | Zpráva | Garris 4                                        | Asist.  | Papaloukas 7 |  | Antalya Expo Center, Antalya Počet diváků: 2 300 Rozhodčí: Iztok Rems (SLO), Eduardo Sancha (ESP) |

### Čtvrtfinále
| 5. září 2001 19:00 | Zpráva | Turecko                                                        | 87 – 85 | Chorvatsko     | prodl. | Abdi İpekçi Arena, Istanbul Počet diváků: 12 000 Rozhodčí: Pascal Dorizon (FRA), Carl Jungebrand (FIN) |
| 5. září 2001 19:00 | Zpráva | Skóre po čtvrtinách: 10:19, 18:25, 20:13, 25:16, Prodl.: 14:12 |         |                | prodl. | Abdi İpekçi Arena, Istanbul Počet diváků: 12 000 Rozhodčí: Pascal Dorizon (FRA), Carl Jungebrand (FIN) |
| 5. září 2001 19:00 | Zpráva | Türkcan 20                                                     | Body    | Giriček 28     | prodl. | Abdi İpekçi Arena, Istanbul Počet diváků: 12 000 Rozhodčí: Pascal Dorizon (FRA), Carl Jungebrand (FIN) |
| 5. září 2001 19:00 | Zpráva | Türkcan 14                                                     | Dosk.   | Vujčić 8       | prodl. | Abdi İpekçi Arena, Istanbul Počet diváků: 12 000 Rozhodčí: Pascal Dorizon (FRA), Carl Jungebrand (FIN) |
| 5. září 2001 19:00 | Zpráva | Erdenay, Türkoğlu 4                                            | Asist.  | Mulaomerović 6 | prodl. | Abdi İpekçi Arena, Istanbul Počet diváků: 12 000 Rozhodčí: Pascal Dorizon (FRA), Carl Jungebrand (FIN) |

| 5. září 2001 21:15 | Zpráva | Francie                                        | 77 – 81 | Německo     |  | Abdi İpekçi Arena, Istanbul Počet diváků: 5 800 Rozhodčí: Iztok Rems (SLO), Philippe Leemann (SUI) |
| 5. září 2001 21:15 | Zpráva | Skóre po čtvrtinách: 17:12, 24:23, 8:25, 28:21 |         |             |  | Abdi İpekçi Arena, Istanbul Počet diváků: 5 800 Rozhodčí: Iztok Rems (SLO), Philippe Leemann (SUI) |
| 5. září 2001 21:15 | Zpráva | Foirest 23                                     | Body    | Nowitzki 32 |  | Abdi İpekçi Arena, Istanbul Počet diváků: 5 800 Rozhodčí: Iztok Rems (SLO), Philippe Leemann (SUI) |
| 5. září 2001 21:15 | Zpráva | Bilba, Sciarra 7                               | Dosk.   | Okulaja 8   |  | Abdi İpekçi Arena, Istanbul Počet diváků: 5 800 Rozhodčí: Iztok Rems (SLO), Philippe Leemann (SUI) |
| 5. září 2001 21:15 | Zpráva | Sciarra 7                                      | Asist.  | Garrett 2   |  | Abdi İpekçi Arena, Istanbul Počet diváků: 5 800 Rozhodčí: Iztok Rems (SLO), Philippe Leemann (SUI) |

| 6. září 2001 19:00 | Zpráva | Jugoslávie                                      | 114 – 78 | Lotyšsko     |  | Abdi İpekçi Arena, Istanbul Počet diváků: 7 000 Rozhodčí: Eduardo Sancha (ESP), Murat Biricik (TUR) |
| 6. září 2001 19:00 | Zpráva | Skóre po čtvrtinách: 37:13, 29:27, 25:21, 23:17 |          |              |  | Abdi İpekçi Arena, Istanbul Počet diváků: 7 000 Rozhodčí: Eduardo Sancha (ESP), Murat Biricik (TUR) |
| 6. září 2001 19:00 | Zpráva | Stojaković 29                                   | Body     | Ļaksa 18     |  | Abdi İpekçi Arena, Istanbul Počet diváků: 7 000 Rozhodčí: Eduardo Sancha (ESP), Murat Biricik (TUR) |
| 6. září 2001 19:00 | Zpráva | Tomašević 8                                     | Dosk.    | Kambala 7    |  | Abdi İpekçi Arena, Istanbul Počet diváků: 7 000 Rozhodčí: Eduardo Sancha (ESP), Murat Biricik (TUR) |
| 6. září 2001 19:00 | Zpráva | Drobnjak, Jarić 6                               | Asist.   | Štelmahers 7 |  | Abdi İpekçi Arena, Istanbul Počet diváků: 7 000 Rozhodčí: Eduardo Sancha (ESP), Murat Biricik (TUR) |

| 6. září 2001 21:15 | Zpráva | Rusko                                          | 55 – 62 | Španělsko         |  | Abdi İpekçi Arena, Istanbul Počet diváků: 7 000 Rozhodčí: Nikolaos Pitsilkas (GRE), Ilija Belošević (SRB) |
| 6. září 2001 21:15 | Zpráva | Skóre po čtvrtinách: 13:7, 15:16, 15:20, 12:19 |         |                   |  | Abdi İpekçi Arena, Istanbul Počet diváků: 7 000 Rozhodčí: Nikolaos Pitsilkas (GRE), Ilija Belošević (SRB) |
| 6. září 2001 21:15 | Zpráva | Chikalkin 12                                   | Body    | A. Reyes 13       |  | Abdi İpekçi Arena, Istanbul Počet diváků: 7 000 Rozhodčí: Nikolaos Pitsilkas (GRE), Ilija Belošević (SRB) |
| 6. září 2001 21:15 | Zpráva | Panov 6                                        | Dosk.   | Gasol, Kornegay 9 |  | Abdi İpekçi Arena, Istanbul Počet diváků: 7 000 Rozhodčí: Nikolaos Pitsilkas (GRE), Ilija Belošević (SRB) |
| 6. září 2001 21:15 | Zpráva | J. Pašutin 3                                   | Asist.  | Rodríguez 3       |  | Abdi İpekçi Arena, Istanbul Počet diváků: 7 000 Rozhodčí: Nikolaos Pitsilkas (GRE), Ilija Belošević (SRB) |

### Semifinále
| 8. září 2001 19:00 | Zpráva | Německo                                                      | 78 – 79 | Turecko    | prodl. | Abdi İpekçi Arena, Istanbul Počet diváků: 12 000 Rozhodčí: Iztok Rems (SLO), Eduardo Sancha (ESP) |
| 8. září 2001 19:00 | Zpráva | Skóre po čtvrtinách: 20:19, 21:22, 15:16, 14:13, Prodl.: 8:9 |         |            | prodl. | Abdi İpekçi Arena, Istanbul Počet diváků: 12 000 Rozhodčí: Iztok Rems (SLO), Eduardo Sancha (ESP) |
| 8. září 2001 19:00 | Zpráva | Nowitzki 22                                                  | Body    | Kutluay 24 | prodl. | Abdi İpekçi Arena, Istanbul Počet diváků: 12 000 Rozhodčí: Iztok Rems (SLO), Eduardo Sancha (ESP) |
| 8. září 2001 19:00 | Zpráva | Okulaja 17                                                   | Dosk.   | Beşok 13   | prodl. | Abdi İpekçi Arena, Istanbul Počet diváků: 12 000 Rozhodčí: Iztok Rems (SLO), Eduardo Sancha (ESP) |
| 8. září 2001 19:00 | Zpráva | 5 hráčů 2                                                    | Asist.  | Türkoğlu 8 | prodl. | Abdi İpekçi Arena, Istanbul Počet diváků: 12 000 Rozhodčí: Iztok Rems (SLO), Eduardo Sancha (ESP) |

| 8. září 2001 21:15 | Zpráva | Jugoslávie                                      | 78 – 65 | Španělsko       |  | Abdi İpekçi Arena, Istanbul Počet diváků: 7 000 Rozhodčí: Pascal Dorizon (FRA), Murat Biricik (TUR) |
| 8. září 2001 21:15 | Zpráva | Skóre po čtvrtinách: 18:21, 18:18, 21:12, 21:14 |         |                 |  | Abdi İpekçi Arena, Istanbul Počet diváků: 7 000 Rozhodčí: Pascal Dorizon (FRA), Murat Biricik (TUR) |
| 8. září 2001 21:15 | Zpráva | Stojaković 30                                   | Body    | Gasol 22        |  | Abdi İpekçi Arena, Istanbul Počet diváků: 7 000 Rozhodčí: Pascal Dorizon (FRA), Murat Biricik (TUR) |
| 8. září 2001 21:15 | Zpráva | 3 hráči 5                                       | Dosk.   | Gasol 11        |  | Abdi İpekçi Arena, Istanbul Počet diváků: 7 000 Rozhodčí: Pascal Dorizon (FRA), Murat Biricik (TUR) |
| 8. září 2001 21:15 | Zpráva | Jarić 4                                         | Asist.  | Angulo, López 2 |  | Abdi İpekçi Arena, Istanbul Počet diváků: 7 000 Rozhodčí: Pascal Dorizon (FRA), Murat Biricik (TUR) |

### Finále
| 9. září 2001 21:15 | Zpráva | Turecko                                         | 69 – 78 | Jugoslávie            |  | Abdi İpekçi Arena, Istanbul Počet diváků: 12 000 Rozhodčí: Eduardo Sancha (ESP), Carl Jungebrand (FIN) |
| 9. září 2001 21:15 | Zpráva | Skóre po čtvrtinách: 22:15, 18:23, 17:20, 12:20 |         |                       |  | Abdi İpekçi Arena, Istanbul Počet diváků: 12 000 Rozhodčí: Eduardo Sancha (ESP), Carl Jungebrand (FIN) |
| 9. září 2001 21:15 | Zpráva | Kutluay 16                                      | Body    | Šćepanović 19         |  | Abdi İpekçi Arena, Istanbul Počet diváků: 12 000 Rozhodčí: Eduardo Sancha (ESP), Carl Jungebrand (FIN) |
| 9. září 2001 21:15 | Zpráva | Beşok 9                                         | Dosk.   | Bodiroga, Tomašević 7 |  | Abdi İpekçi Arena, Istanbul Počet diváků: 12 000 Rozhodčí: Eduardo Sancha (ESP), Carl Jungebrand (FIN) |
| 9. září 2001 21:15 | Zpráva | Türkoğlu 3                                      | Asist.  | Tomašević 3           |  | Abdi İpekçi Arena, Istanbul Počet diváků: 12 000 Rozhodčí: Eduardo Sancha (ESP), Carl Jungebrand (FIN) |

### O 3. místo
| 9. září 2001 19:00 | Zpráva | Německo                                         | 90 – 99 | Španělsko |  | Abdi İpekçi Arena, Istanbul Počet diváků: 9 000 Rozhodčí: Nikolaos Pitsilkas (GRE), Petr Sudek (SVK) |
| 9. září 2001 19:00 | Zpráva | Skóre po čtvrtinách: 22:24, 20:35, 21:17, 27:23 |         |           |  | Abdi İpekçi Arena, Istanbul Počet diváků: 9 000 Rozhodčí: Nikolaos Pitsilkas (GRE), Petr Sudek (SVK) |
| 9. září 2001 19:00 | Zpráva | Nowitzki 43                                     | Body    | Gasol 31  |  | Abdi İpekçi Arena, Istanbul Počet diváků: 9 000 Rozhodčí: Nikolaos Pitsilkas (GRE), Petr Sudek (SVK) |
| 9. září 2001 19:00 | Zpráva | Nowitzki 15                                     | Dosk.   | Gasol 10  |  | Abdi İpekçi Arena, Istanbul Počet diváků: 9 000 Rozhodčí: Nikolaos Pitsilkas (GRE), Petr Sudek (SVK) |
| 9. září 2001 19:00 | Zpráva | Nowitzki 3                                      | Asist.  | Navarro 5 |  | Abdi İpekçi Arena, Istanbul Počet diváků: 9 000 Rozhodčí: Nikolaos Pitsilkas (GRE), Petr Sudek (SVK) |

### O 5. - 8. místo
| 7. září 2001 19:00 | Zpráva | Francie                                         | 90 – 79 | Chorvatsko              |  | Abdi İpekçi Arena, Istanbul Počet diváků: 7 000 Rozhodčí: Nikolaos Pitsilkas (GRE), Petr Sudek (SVK) |
| 7. září 2001 19:00 | Zpráva | Skóre po čtvrtinách: 21:23, 22:23, 28:15, 19:18 |         |                         |  | Abdi İpekçi Arena, Istanbul Počet diváků: 7 000 Rozhodčí: Nikolaos Pitsilkas (GRE), Petr Sudek (SVK) |
| 7. září 2001 19:00 | Zpráva | Parker 19                                       | Body    | Mulaomerović 16         |  | Abdi İpekçi Arena, Istanbul Počet diváků: 7 000 Rozhodčí: Nikolaos Pitsilkas (GRE), Petr Sudek (SVK) |
| 7. září 2001 19:00 | Zpráva | Evtimov 8                                       | Dosk.   | Mamić 7                 |  | Abdi İpekçi Arena, Istanbul Počet diváků: 7 000 Rozhodčí: Nikolaos Pitsilkas (GRE), Petr Sudek (SVK) |
| 7. září 2001 19:00 | Zpráva | Parker 4                                        | Asist.  | Mulaomerović, Prkačin 4 |  | Abdi İpekçi Arena, Istanbul Počet diváků: 7 000 Rozhodčí: Nikolaos Pitsilkas (GRE), Petr Sudek (SVK) |

| 7. září 2001 21:15 | Zpráva | Lotyšsko                                        | 81 – 99 | Rusko        |  | Abdi İpekçi Arena, Istanbul Počet diváků: 2 000 Rozhodčí: Philippe Leemann (SUI), Dubravko Muhvić (CRO) |
| 7. září 2001 21:15 | Zpráva | Skóre po čtvrtinách: 18:31, 21:32, 20:17, 22:19 |         |              |  | Abdi İpekçi Arena, Istanbul Počet diváků: 2 000 Rozhodčí: Philippe Leemann (SUI), Dubravko Muhvić (CRO) |
| 7. září 2001 21:15 | Zpráva | Kambala 16                                      | Body    | Kirilenko 21 |  | Abdi İpekçi Arena, Istanbul Počet diváků: 2 000 Rozhodčí: Philippe Leemann (SUI), Dubravko Muhvić (CRO) |
| 7. září 2001 21:15 | Zpráva | Cipruss 9                                       | Dosk.   | Kirilenko 13 |  | Abdi İpekçi Arena, Istanbul Počet diváků: 2 000 Rozhodčí: Philippe Leemann (SUI), Dubravko Muhvić (CRO) |
| 7. září 2001 21:15 | Zpráva | Miglinieks, Štelmahers 6                        | Asist.  | J. Pašutin 6 |  | Abdi İpekçi Arena, Istanbul Počet diváků: 2 000 Rozhodčí: Philippe Leemann (SUI), Dubravko Muhvić (CRO) |

### O 5. místo
| 9. září 2001 16:45 | Zpráva | Francie                                         | 73 – 78 | Rusko        |  | Abdi İpekçi Arena, Istanbul Počet diváků: 7 000 Rozhodčí: Iztok Rems (SLO), Ilija Belošević (SRB) |
| 9. září 2001 16:45 | Zpráva | Skóre po čtvrtinách: 19:25, 17:15, 18:14, 19:24 |         |              |  | Abdi İpekçi Arena, Istanbul Počet diváků: 7 000 Rozhodčí: Iztok Rems (SLO), Ilija Belošević (SRB) |
| 9. září 2001 16:45 | Zpráva | Parker 17                                       | Body    | Kirilenko 22 |  | Abdi İpekçi Arena, Istanbul Počet diváků: 7 000 Rozhodčí: Iztok Rems (SLO), Ilija Belošević (SRB) |
| 9. září 2001 16:45 | Zpráva | Bilba 7                                         | Dosk.   | Kirilenko 11 |  | Abdi İpekçi Arena, Istanbul Počet diváků: 7 000 Rozhodčí: Iztok Rems (SLO), Ilija Belošević (SRB) |
| 9. září 2001 16:45 | Zpráva | Sciarra 4                                       | Asist.  | Panov 5      |  | Abdi İpekçi Arena, Istanbul Počet diváků: 7 000 Rozhodčí: Iztok Rems (SLO), Ilija Belošević (SRB) |

### O 7. místo
| 9. září 2001 14:30 | Zpráva | Chorvatsko                                      | 93 – 91 | Lotyšsko      |  | Abdi İpekçi Arena, Istanbul Počet diváků: 2 000 Rozhodčí: Murat Biricik (TUR), Philippe Leemann (SUI) |
| 9. září 2001 14:30 | Zpráva | Skóre po čtvrtinách: 15:24, 24:22, 32:21, 22:24 |         |               |  | Abdi İpekçi Arena, Istanbul Počet diváků: 2 000 Rozhodčí: Murat Biricik (TUR), Philippe Leemann (SUI) |
| 9. září 2001 14:30 | Zpráva | 3 hráči 17                                      | Body    | Kambala 32    |  | Abdi İpekçi Arena, Istanbul Počet diváků: 2 000 Rozhodčí: Murat Biricik (TUR), Philippe Leemann (SUI) |
| 9. září 2001 14:30 | Zpráva | Tabak 10                                        | Dosk.   | Kambala 12    |  | Abdi İpekçi Arena, Istanbul Počet diváků: 2 000 Rozhodčí: Murat Biricik (TUR), Philippe Leemann (SUI) |
| 9. září 2001 14:30 | Zpráva | Giriček, Mršić 3                                | Asist.  | Miglinieks 11 |  | Abdi İpekçi Arena, Istanbul Počet diváků: 2 000 Rozhodčí: Murat Biricik (TUR), Philippe Leemann (SUI) |

## Soupisky
1.  Jugoslávie
| - Dejan Bodiroga - Veselin Petrović - Saša Obradović | - Igor Rakočević - Peja Stojaković - Vlado Šćepanović | - Marko Jarić - Predrag Drobnjak - Dragan Tarlać | - Dejan Milojević - Dejan Tomašević - Milan Gurović |

- Trenér: Svetislav Pešić

2.  Turecko 
| - Kerem Tunçeri - Hidayet Türkoğlu - Mirsad Türkcan | - Orhun Ene - Asım Pašćanović - Harun Erdenay | - İbrahim Kutluay - Kaya Peker - Hüseyin Beşok | - Mehmet Okur - Haluk Yıldırım - Ömer Onan |

- Trenér: Aydın Örs

3.  Španělsko 
| - Pau Gasol - Charles MacArthur Kornegay - Francisco Vázquez Duckitt | - Juan Carlos Navarro - Ignacio Pablo Rodríguez Marín - Felipe Reyes Cabanas | - Carlos Jiménez Sánchez - Lucio Angulo Espinosa - José Antonio Paraíso González | - Raúl López Molist - Alfonso Reyes Cabanas - Jorge Garbajosa |

- Trenér: Francisco Javier Imbroda Ortiz

4.  Německo 
| - Mithat Demirel - Ademola Okulaja - Robert Garrett | - Marko Pešić - Stefano Garris - Dražan Tomić | - Marvin Willoughby - Stipo Papić - Stephen Arigbabu | - Patrick Femerling - Dirk Nowitzki - Shawn Bradley |

- Trenér: Henrik Dettmann.

5.  Rusko 
| - Anton Judin - Alexandr Bašminov - Sergej Panov | - Igor Kudelin - Sergej Čikalkin - Nikita Morgunov | - Jevgenij Pašutin - Zachar Pašutin - Alexandr Miloserdov | - Andrej Kirilenko - Alexej Savrasenko - Pjotr Samojlenko |

- Trenér: Stanislav Jerjomin.

6.  Francie 
| - Eric Micoud - Laurent Sciarra - Tony Parker | - Laurent Foirest - Alain Digbeu - Makan Dioumassi | - Stéphane Risacher - Vasil “Vasco” Evtimov - Cyril Julian | - Crawford Palmer - Jim Bilba - Frédéric Weis |

- Trenér: Alain Weisz.

7.  Chorvatsko 
| - Damir Mulaomerović - Josip Vranković - Josip Sesar | - Veljko Mršić - Nikola Prkačin - Vladimir Krstić | - Gordan Giriček - Emilijo Kovačić - Mate Skelin | - Matej Mamić - Nikola Vujčić - Žan Tabak |

- Trenér: Aleksandar Petrović.

8.  Lotyšsko 
| - Uvis Helmanis - Aigars Vītols - Kaspars Cipruss | - Roberts Štelmahers - Edmunds Valeiko - Māris Ļaksa | - Kristaps Valters - Raimonds Miglinieks - Ainārs Bagatskis | - Raitis Grafs - Kaspars Kambala - Arnis Vecvagars |

- Trenér: Armands Krauliņš.

9.  Itálie 
| - Nikola Radulović - Gianluca Basile - Giacomo Galanda | - Gregor Fučka - Denis Marconato - Alessandro de Pol | - Andrea Pecile - Andrea Meneghin - Ale Righetti | - Michele Mian - Roberto Chiacig - Andrea Camata |

- Trenér: Bogdan Tanjević.

10.  Litva 
| - Šarūnas Jasikevičius - Mindaugas Žukauskas - Mindaugas Timinskas | - Saulius Štombergas - Ramūnas Šiškauskas - Darius Songaila | - Rimantas Kaukėnas - Eurelijus Žukauskas - Robertas Javtokas | - Donatas Slanina - Gintaras Einikis - Andrius Jurkūnas |

- Trenér: Jonas Kazlauskas.

11.  Řecko 
| - Georgios Kalaitzis - Nikos Chatzivrettas - Thodoris Papaloukas | - Dimitris Papanikolaou - Georgios Sigalas - Antonis Fotsis | - Fragiskos Alvertis - Dimos Dikoudis - Michalis Kakiouzis | - Lazaros Papadopoulos - Efthymis Rentzias - Giannis Giannoulis |

- Trenér: Kostas Petropoulos.

12.  Izrael 
| - Israel Sheinfeld - Shahar Gordon - Derrick Sharp | - Shalom “Puppy” Turgeman - Lior Lubin - Ido Kozikaro | - Afik Nissim - Meir Tapiro - Yoav Saffar | - Barak Peleg - Yaniv Green - Mosheh Mizrahi |

- Trenér: Shamuel “Muli” Katzurin.

13.  Slovinsko 
| - Beno Udrih - Jaka Lakovič - Boris Gorenc | - Sani Bečirovič - Marijan Kraljevič - Matjaž Smodiš | - Marko Tušek - Goran Jagodnik - Marko Milič | - Ivica Jurkovič - Arriel McDonald - Radoslav Nesterovič |

- Trenér: Boris Zrinski.

14.  Ukrajina 
| - Andrij Lebeděv - Vadym Pudzyrej - Viktor Kobzystyj | - Stanislav Balašov - Vjačeslav Jevstratěnko - Sergij Ližuk | - Mykola Chrjapa - Oleksandr Okunskyj - Dmytro Markov | - Dmytro Korablov - Oleksandr Rajevskyj - Volodymyr Ryžov |

- Trenér: Gennadij Zaščuk.

15.  Bosna a Hercegovina 
| - Nenad Marković - Gordan Firić - Goran Terzić | - Samir Lerić - Ivan Opačak - Jasmin Hukić | - Siniša Kovačević - Bariša Krasić - Damir Mršić | - Ramiz Suljanović - Elvir Ovčina - Haris Mujezinović |

- Trenér: Sabit Hadžić.

16.  Estonsko 
| - Tanel Tein - Indrek Varblane - Toomas Kandimaa | - Valmo Kriisa - Margus Metstak - Andre Pärn | - Indrek Rumma - Tarmo Kikerpill - Marek Noormets | - Martin Müürsepp - Toomas Liivak - Rauno Pehka |

- Trenér: Üllar Kerde.

## Konečné pořadí
| Pořadí           | Tým                 | Z | V | P | Skóre   | B  |
| ---------------- | ------------------- | - | - | - | ------- | -- |
| Zlatá medaile    | Jugoslávie          | 6 | 6 | 0 | 549:409 | 12 |
| Stříbrná medaile | Turecko             | 6 | 4 | 2 | 461:473 | 10 |
| Bronzová medaile | Španělsko           | 7 | 5 | 2 | 567:512 | 12 |
| 4.               | Německo             | 7 | 4 | 3 | 592:575 | 11 |
| 5.               | Rusko               | 6 | 4 | 2 | 479:424 | 11 |
| 6.               | Francie             | 6 | 3 | 3 | 479:463 | 9  |
| 7.               | Chorvatsko          | 7 | 3 | 4 | 557:572 | 14 |
| 8.               | Lotyšsko            | 7 | 2 | 5 | 602:666 | 9  |
| 9.               | Itálie              | 4 | 2 | 2 | 299:272 | 6  |
| 10.              | Litva               | 4 | 2 | 2 | 291:289 | 6  |
| 11.              | Řecko               | 4 | 2 | 2 | 340:345 | 6  |
| 12.              | Izrael              | 4 | 1 | 3 | 285:281 | 5  |
| 13.              | Slovinsko           | 3 | 1 | 2 | 225:241 | 4  |
| 14.              | Ukrajina            | 3 | 1 | 2 | 214:256 | 4  |
| 15.              | Bosna a Hercegovina | 3 | 0 | 3 | 206:280 | 3  |
| 16.              | Estonsko            | 3 | 0 | 3 | 198:286 | 3  |